# Mark Wilson
Mark Wilson (ur. 5 czerwca 1984 w Glasgow) – szkocki piłkarz, grający na pozycji obrońcy. Obecnie reprezentuje barwy klubu Celtic F.C. Reprezentował Szkocję w prawie wszystkich młodzieżowych kategoriach wiekowych; był nawet kapitanem drużyny U-21.

## Kariera piłkarska
Wilson swoją przygodę z piłką rozpoczął w Dundee United. Mając opinię jednego z najlepiej zapowiadających się piłkarzy w Szkocji, łączony był z najlepszymi klubami w szkockiej ekstraklasie, a nawet z zespołami z angielskiej Premier League. 16 stycznia 2006 roku podpisał 4,5-roczny kontrakt z Celtikiem. We wrześniu tego samego roku zaliczył debiut w Lidze Mistrzów w meczu przeciwko Manchesterowi United. W reprezentacji do lat 21 reprezentował swój kraj w ponad 30 meczach. W barwach Dundee United rozegrał ponad 117 meczów, w których strzelił 8 goli.